# کابسن د بالدرادوئی
کابسن د بالدرادوئی (به اسپانیایی: Cabezón de Valderaduey) یک شهرستان در اسپانیا است که در استان وایادولید واقع شده‌است.